# Хесус Еррера Алонсо
Хесус Еррера Алонсо (ісп. Jesús Herrera Alonso; 5 лютого 1938, Хіхон, Іспанія — 20 жовтня 1962, Ов'єдо) — іспанський футболіст, нападник.

## Спортивна кар'єра
Вихованець команди «Оветенсе». Футбольну майстерність продовжував відшліфовувати в молодіжній команді «Реала» (Ов'єдо). За основний склад дебютував у Сегунді у вісімнадцять років. Відіграв за команду з Ов'єдо два сезони.
Своєю грою привернув увагу керівництва мадридського «Реал». Перший матч за столичний клуб провів 14 вересня 1958 року проти «Лас-Пальмаса». Через тиждень відзначився першим забитим м'ячем за «Королівський клуб» (у ворота хіхонського «Спортінга»). Хесус Еррера був наймолодшим гравцем того складу, але тренерів Мігеля Муньйоса і Луїса Карнілью його гра цілком влаштовувала: у першому сезоні провів 25 матчів у чемпіонаті і кубку Іспанії.
В наступній Прімері був повноцінним гравцем атакувальної ланки, разом з Франсіско Хенто, Ференцем Пушкашем і Альфредо Ді Стефано. У першому матчі Кубка чемпіонів відзначився дублем у ворота люксембурзького «Женесса» (Еш). У наступному раунді забивав французькій «Ніцці», грав у першому матчі півфіналу проти «Барселони», але у двох останніх та вирішальних матчах його замінив бразилець Канаріо.
13 березня 1960 року зіграв у складі національної збірної. Товариський матч з італійцями у Барселоні завершився перемогою господарів (3:1). Останньою грою сезону 1959/60 став фінал національно кубка проти «Атлетіко» (0:2).
Сезон 1960/61 розпочався з участі в новому турнірі — Міжконтинентальному кубку. У першому матчі в Уругваї, який завершився внічию, грав Канаріо. А в Мадриді вийшов Хесус Еррера і забив один з п'яти голів у ворота «Пеньяроля» (5:1). За підсумком двох поєдинків мадридський «Реал» став першим володарем Міжконтинентального кубка.
У цьому сезоні втратив місце в основі; на поле здебільшого виходив бразилець Канаріо, а потім Хусто Техада (більш відомий по виступам за «Барселону»). Після півторарічного перебування у резерві був відправлений в оренду до «Реал Сосьєдада». З січня 1962 провів за команду з Сан-Себастьяна шість ігор, але це не допомогло зберегти місце у Прімері.
20 жовтня 1962 року помер від раку у Ов'єдо. На той час йому виповнилося 24 роки.
Батько Едуардо Еррера («Ерреріта») — партнер легендарного Ісідро Лангари, найкращий бомбардир «Ов'єдо» в Прімері (118 голів). Провів шість матчів за збірну Іспанії. За «Ов'єдо» грали і його брати: Едуардо (1956/57, 3 матчі) і Хосе Луїс (1965/66, 8 матчів).

## Досягнення
- Володар Міжконтинентального кубка: 1960
- Володар Кубка європейських чемпіонів: 1959-60
- Чемпіон Іспанії: 1960-61

## Статистика
Статистика клубних виступів:
| Сезон             | Команда           | Чемпіонат | Чемпіонат | Чемпіонат | Кубок | Кубок | Єврокубки | Єврокубки | Єврокубки |
| Сезон             | Команда           | Л         | І         | Г         | І     | Г     | Т         | І         | Г         |
| ----------------- | ----------------- | --------- | --------- | --------- | ----- | ----- | --------- | --------- | --------- |
| 1956/57           | «Реал» (Ов'єдо)   | Д-2       | 33        | 9         |       |       |           |           |           |
| 1957/58           | «Реал» (Ов'єдо)   | Д-2       | 27        | 9         |       |       |           |           |           |
| 1958/59           | «Реал» (Мадрид)   | Д-1       | 19        | 8         | 6     | 1     |           |           |           |
| 1959/60           | «Реал» (Мадрид)   | Д-1       | 25        | 7         | 9     | 3     | КЧ        | 5         | 3         |
| 1960/61           | «Реал» (Мадрид)   | Д-1       | 6         | 0         | 1     | 0     | МК КЧ     | 1         | 1 0       |
| 1961/62           | «Реал Сосьєдад»   | Д-1       | 6         | 2         |       |       |           |           |           |
| Усього за кар'єру | Усього за кар'єру | Д-1 Д-2   | 56 60     | 17 18     | 16    | 4     |           | 7         | 4         |

У збірній:
| 13 березня 1960 |

| Іспанія                                | 3 — 1 | Італія      |
| -------------------------------------- | ----- | ----------- |
| Верхес 45' Ді Стефоно 60' Мартінес 85' | звіт  | Лояконо 39' |

| Барселона Глядачів: 85 000 |

Іспанія: Антоні Рамальєтс, Ферран Олівелья, Хесус Гарай, Сігфрід Грасія, Жоан Сегарра (), Енрік Женсана (Марті Верхес, 46), Хесус Еррера, Еулохіо Мартінес, Альфредо Ді Стефано, Луїс Суарес, Франсіско Хенто. 
Італія: Лоренцо Буффон, Джакомо Лозі, Беніто Сарті, Альфіо Фонтана, Серджо Червато, Умберто Коломбо, Бруно Ніколе, Джамп'єро Боніперті (), Серджіо Брігенті, Франсіско Лояконо (П'єрлуїджі Ронцон, 46), Джино Стаккіні.